# Грюненбах
Грюненбах (нем. Grünenbach) — община в Германии, в земле Бавария. 
Подчиняется административному округу Швабия. Входит в состав района Линдау-Бодензее.  Население составляет 1445 человек (на 31 декабря 2010 года). Занимает площадь 25,12 км².